# BET Awards 2009
Die BET Awards 2009 waren die neunten von Black Entertainment Television (BET) vergebenen BET Awards, die an  Künstler in den Bereichen Musik, Schauspiel, Film und anderen Unterhaltungsgebieten vergeben wurden.
Die Verleihung fand am 28. Juni 2009 im Shrine Auditorium, Los Angeles, Kalifornien statt. Die Moderation übernahm Jamie Foxx.
Den Preis für das Lebenswerk erhielt Al Green, den Humanitarian Award erhielt Quincy Jones.

## Tod von Michael Jackson
Der Tod von Michael Jackson vier Tage vor der Veranstaltung führte dazu, dass die BET Awards umgestaltet wurden. Die gesamte Veranstaltung wurde Michael Jackson gewidmet. So begann die Veranstaltung mit einem Auftritt von New Edition, die ein Medley von Hits der Jackson Five spielten, darunter ABC, worauf es Standing Ovations gab. Moderator Jamie Foxx trat mit einer an Jackson angelehnten Garderobe auf und sang Beat It.
Als Gast wurde Joseph Jackson, der Vater von Michael Jackson, in der ersten Reihe platziert. Die meisten auftretenden Personen zollten dem verstorbenen Sänger Tribut. Am Ende trat Janet Jackson auf und sprach für ihre Familie. Der letzte Auftritt waren Jamie Foxx und Ne-Yo mit einer Version des Jackson-5-Songs I'll Be There.

## Liveauftritte
- New Edition – I Want You Back/ABC/The Love You Save
- Beyoncé – Ave Maria
- Ciara – Heal the World
- Jamie Foxx – Beat It
- Ne-Yo – The Lady of My Life
- Jay-Z – D.O.A. (Death of Auto-Tune)
- Keke Palmer – Who’s Lovin’ You
- Maxwell – Pretty Wings
- Keyshia Cole & Monica – Trust
- Jamie Foxx & Ne-Yo – I'll Be There

## Gewinner und Nominierte
Die Gewinner sind fett markiert und vorangestellt.
| Video of the Year | Viewers' Choice |
| --- | --- |
| - Beyoncé – Single Ladies (Put a Ring on It) - Beyoncé – If I Were a Boy - Jamie Foxx feat. T-Pain – Blame It - T.I. feat. Rihanna – Live Your Life - Kanye West – Heartless | - T.I. feat. Rihanna – Live Your Life - Keri Hilson feat. Lil Wayne – Turnin' Me On - Lil Wayne – A Milli - Soulja Boy Tell'em feat. Sammie – Kiss Me Thru the Phone - Beyoncé – Single Ladies (Put a Ring On It) - T-Pain feat. Lil Wayne – Can't Believe It - Kanye West – Love Lockdown |
| Best Female Hip Hop Artist | Best Male Hip Hop Artist |
| - M.I.A. - Lil Mama - Trina | - Lil Wayne - Rick Ross - T.I. - Kanye West - Young Jeezy |
| Best Female R&B Artist | Best Male R&B Artist |
| - Beyoncé - Keyshia Cole - Keri Hilson - Jennifer Hudson - Jazmine Sullivan                                                                                                  | - Ne-Yo - The-Dream - Jamie Foxx - Ryan Leslie - T-Pain |
| Best Group | Best New Artist |
| - Day26 - GS Boyz - N.E.R.D - The Roots - Three 6 Mafia | - Keri Hilson - Kid Cudi - Ryan Leslie - M.I.A. - Jazmine Sullivan |
| Best Gospel Artist | Best Collaboration |
| - Mary Mary - Regina Belle - Shirley Caesar - Smokie Norful - Trin-i-tee 5:7                                                                                                 | - Jamie Foxx feat. T-Pain – Blame It - Keri Hilson feat. Lil Wayne – Turnin Me On - Jim Jones feat. Ron Browz and Juelz Santana – Pop Champagne - T.I. feat. Rihanna – Live Your Life - Yung L.A. feat. Young Dro and T.I. – Ain’t I                                                       |
| Best Centric | Video Director of the Year |
| - Jazmine Sullivan - Solange Knowles - Seal - Raphael Saadiq - Musiq Soulchild                                                                                               | - Benny Boom - Rik Cordero - Gil Green - Chris Robinson - Hype Williams |
| Best Actress | Best Actor |
| - Taraji P. Henson - Jennifer Hudson - Beyoncé Knowles - Angela Bassett - Rosario Dawson                                                                                     | - Will Smith - Jamal Woolard - Common - Samuel L. Jackson - Idris Elba |
| Best Female Athlete of the Year | Best Male Athlete of the Year |
| - Candace Parker - Serena Williams - Venus Williams - Tamika Catchings - Cheryl Ford                                                                                         | - Kobe Bryant - LeBron James - Floyd Mayweather Jr. - Chris Paul - Tiger Woods |
| Lifetime Achievement Award | Humanitarian Award |
| - The O’Jays | - Alicia Keys - Wyclef Jean |